# Stern-Preis
Der Stern-Preis (Eigenschreibung: STERN-Preis; 2016 bis 2021 Nannen Preis, 2005 bis 2014 Henri-Nannen-Preis) ist ein Wettbewerbspreis zur Auszeichnung von journalistischen Arbeiten in Print, TV, Radio, Web und Fotografie des jeweiligen Vorjahres. Das Verlagshaus Gruner + Jahr und das in ihm erscheinende Magazin Stern wollen damit als Stifter laut Selbstdarstellung „den Qualitätsjournalismus im deutschsprachigen Raum fördern und pflegen“. Der Journalistenpreis wird am Unternehmensstandort Hamburg in sechs Kategorien verliehen und gilt Ausgezeichneten auch als „begehrtester deutscher Journalistenpreis“. Die beste Reportage wurde bis 2005 mit dem Egon-Erwin-Kisch-Preis bedacht, der 1977 von Stern-Gründer Henri Nannen ins Leben gerufen wurde.

## Geschichte
Der seit 2005 verliehene Preis ist seit 2016 nicht mehr dotiert.
2015 wurde er gar nicht vergeben; wegen Sparmaßnahmen und Stellenstreichungen sei laut Verlag der feierliche Rahmen der Verleihung nicht gewährleistet. 2016 wurde der Wettbewerb nach inhaltlicher Überarbeitung wieder abgehalten. Die Preisvergabe 2020 fand wegen der COVID-19-Pandemie ohne Anwesenheit der Preisträger statt; sie wurde online gezeigt.
Wegen der erneuten Debatte um Henri Nannens Vergangenheit wurde die Auszeichnung 2022 erstmals als Stern-Preis verliehen, außerdem ein Gremium eingesetzt, das über die künftige Verwendung seines Namens für den Preis beraten werde. Im November 2022 wurde bekanntgegeben, dass die Auszeichnung erst einmal als Stern-Preis fortgeführt werde. Eine Forschergruppe am Institut für Zeitgeschichte in München durchleuchte die Vergangenheit von Henri Nannen und die frühen Jahre des Stern mit besonderer Akribie, man wolle dem Ergebnis der Untersuchung nicht vorgreifen. Deswegen bleibe man beim Namen Stern-Preis und bewerte dann im Lichte der Forschungsergebnisse neu.

## Kategorien
Die Auszeichnung wird in sechs Kategorien verliehen. Seit 2016 handelt es sich um diese Kategorien:
- Reportage (als Fortführung des Egon-Erwin-Kisch-Preises)
- Web-Reportage
- Investigation (investigative Leistung)
- Dokumentation (besonders verständliche Berichterstattung)
- Foto-Reportage
- Inszenierte Fotografie

Zusätzlich vergeben wird
- ein Sonderpreis für eine außerordentliche journalistische Leistung

Im Jahr 2007 wurde der 1. Platz in der Kategorie „Reportage“ zweimal vergeben. In den Jahren 2005 und 2007–2009 wurde kein Sonderpreis vergeben.
Im Jahr 2017 wurde erstmals eine „Lobende Erwähnung“ in der Kategorie Foto-Reportage ausgesprochen.

## Regularien
Der Preis wird jährlich vergeben. Ausgezeichnet wird jeweils der 1. Platz einer Kategorie. Die journalistischen Arbeiten müssen jeweils im Vorjahr veröffentlicht worden sein. Ab 2009 wurden zum Wettbewerb neben Print-Artikeln auch Online-Veröffentlichungen zugelassen.

## Kritik und Kontroversen
Im Jahr 2011 musste Spiegel-Redakteur René Pfister seinen Preis wenige Tage nach der Verleihung zurückgeben, nachdem die Jury nachträglich zu der Auffassung gelangt war, dass er für seine Reportage über Horst Seehofer unsauber recherchiert hatte. Die Aberkennung stieß in der Branche teilweise auf Kritik und Unverständnis. 2012 kam es zu einem Eklat, als die Jury in der Kategorie „Beste investigative Leistung“ einen Beitrag der Bild über den damaligen Bundespräsidenten Christian Wulff auszeichnete. Redakteure der Süddeutschen Zeitung, die ebenfalls ausgezeichnet werden sollten, nahmen ihren Preis daraufhin nicht an. In der Jury selbst war die Auszeichnung der Bild-Redakteure umstritten. Zuvor hatte die Otto-Brenner-Stiftung in einer Studie diese Nominierung als nicht preiswürdig kritisiert, da Bild und Wulff jahrelang eine Geschäftsbeziehung unterhalten hätten.
2014 äußerte sich Preisträger Jacob Appelbaum kritisch über den Namensgeber der Auszeichnung. Er entschied sich seinen Preis einschmelzen zu lassen und den Erlös an zwei Vereine im Bereich des Antifaschismus zu stiften. Einige Tage später sprach eine weitere Preisträgerin, Laura Poitras, nach einem Gespräch mit Appelbaum ebenfalls davon, eventuell ihren Preis einschmelzen zu lassen.

## Jury

### Jury 2010
2010 gehörten der Jury folgende Personen an: Gabriele Fischer (brand eins), Peter-Matthias Gaede, Elke Heidenreich, Thomas Höpker, Hans Werner Kilz (Süddeutsche Zeitung), Giovanni di Lorenzo, Helmut Markwort, Georg Mascolo (Der Spiegel), Anja Niedringhaus (Fotografin), Thomas Osterkorn (Stern), Ulrich Reitz, Frank Schirrmacher, Gerhard Steidl.

### Jury 2011
2011 setzt sich die Jury wie folgt zusammen: Anke Degenhard (Kuratorin und Galeristin), Peter-Matthias Gaede (Chefredakteur Geo), Elke Heidenreich (Journalistin, Schriftstellerin und Literaturkritikerin), Thomas Höpker (Fotograf und Dokumentarfilmer), Kurt Kister (designierter Chefredakteur Süddeutsche Zeitung), Giovanni di Lorenzo (Chefredakteur Die Zeit), Helmut Markwort (Herausgeber Focus), Mathias Müller von Blumencron (Chefredakteur Der Spiegel), Jan-Eric Peters (Chefredakteur der Welt-Gruppe), Andreas Petzold (Chefredakteur Stern), Ines Pohl (Chefredakteurin taz), Ulrich Reitz (Chefredakteur Westdeutsche Allgemeine Zeitung), Frank Schirrmacher (Herausgeber FAZ), Gerhard Steidl (Verleger).

### Jury 2012
Die Hauptjury im Jahr 2012 bestand aus: Peter-Matthias Gaede (Chefredakteur der bei G + J erscheinenden Zeitschrift Geo), Margot Klingsporn (Leiterin der Foto- und Presseagentur Focus), Giovanni di Lorenzo (Chefredakteur der Wochenzeitung Die Zeit), Helmut Markwort (Herausgeber des Magazins Focus), Georg Mascolo (Chefredakteur des Magazins Der Spiegel), Nils Minkmar (Feuilletonchef der FAZ), Felix E. Müller (Chefredaktor der NZZ am Sonntag), James Nachtwey (US-amerikanischer Fotojournalist), Thomas Osterkorn (Chefredakteur des Magazins Stern), Jan-Eric Peters (Chefredakteur der Welt-Gruppe im Axel-Springer-Verlag), Ines Pohl (Chefredakteurin der Tageszeitung taz), Richard David Precht (Buchautor und Essayist), Ulrich Reitz (Chefredakteur der WAZ), Anja Reschke (Autorin und Moderatorin des NDR-Fernsehmagazins Panorama), Gerhard Steidl (Verleger, Inhaber des Steidl-Verlages).

### Jury 2013
Neu sind in der Hauptjury: Brigitte Fehrle (Chefredakteurin Berliner Zeitung), Jana Hensel (stellv. Chefredakteurin Der Freitag), Volker Hinz (Fotograf), Stefan Plöchinger (Chefredakteur sueddeutsche.de), Christoph Schwennicke (Chefredakteur Cicero) und Andreas Wolfers (Leiter der Henri-Nannen-Schule und Sprecher der Jury). Außerdem sitzen darin: Margot Klingsporn (Inhaberin der Fotoagentur Focus), Giovanni di Lorenzo (Chefredakteur Die Zeit), Helmut Markwort (Herausgeber Focus), Nils Minkmar (Ressortleiter Feuilleton Frankfurter Allgemeine Zeitung), Andreas Petzold (Chefredakteur Stern, im jährlichen Wechsel mit seinem Kollegen Thomas Osterkorn), Jan-Eric Peters (Chefredakteur Die Welt-Gruppe), Richard David Precht (Autor), Ulrich Reitz (Chefredakteur Westdeutsche Allgemeine Zeitung), Anja Reschke (Autorin und Moderatorin Panorama) und Gerhard Steidl (Verleger).

### Jury 2014
Die Hauptjury bestand im Jahr 2014 aus: Wolfgang Büchner (Chefredakteur Der Spiegel), Brigitte Fehrle (Chefredakteurin Berliner Zeitung), Giovanni di Lorenzo (Chefredakteur Die Zeit), Thomas Osterkorn (Chefredakteur VIVA!), Stefan Plöchinger (Chefredakteur sueddeutsche.de), Jan-Eric Peters (Chefredakteur Die Welt-Gruppe), Richard David Precht (Autor), Jörg Quoos (Chefredakteur Focus), Christoph Schwennicke (Chefredakteur Cicero), Anja Reschke (Autorin und Moderatorin Panorama) und Andreas Wolfers (Leiter der Henri-Nannen-Schule). Andreas Wolfers war Sprecher der Jury.
Die Hauptjury des Henri Nannen Preis für Fotografie bestand aus: Stefan Erfurt (Vorstandsvorsitzender der C /O Berlin Foundation), Kathy Ryan (Director of Photography New York Times Magazine), Marie-Pierre Subtil (Chefredakteurin 6Mois).

### Jury 2016
Die Hauptjury bestand im Jahr 2016 aus: Klaus Brinkbäumer (Chefredakteur „Der Spiegel“), Ulrike Demmer („Leiterin Hauptstadtbüro Redaktionsnetzwerk Deutschland“, Madsack-Gruppe), Tina Hassel (Chefredakteurin Fernsehen und Leiterin des ARD-Hauptstadtbüros), Marion Horn (Chefredakteurin „Bild am Sonntag“), Christian Krug (Chefredakteur „Stern“), Christoph Kucklick (Chefredakteur „Geo“), Giovanni di Lorenzo (Chefredakteur „Die Zeit“), Mathias Müller von Blumencron (Chefredakteur Digital „Frankfurter Allgemeine Zeitung“), Annette Ramelsberger (Reporterin „Süddeutsche Zeitung“), Ulrich Reitz (Chefredakteur „Focus“), Christoph Schwennicke (Chefredakteur „Cicero“) und Andreas Wolfers, Leiter der Henri-Nannen-Schule und Sprecher der Jury.
Über die Fotografie entscheidet ein eigenes Gremium: Die Fotografen Barbara Klemm und Andreas Mühe sowie Margot Klingsporn, Leiterin der Fotoagentur Focus.

### Jury 2020
Die Hauptjury bestand im Jahr 2020 aus: Alina Fichter (Leiterin digitale Format- und Produktentwicklung „Deutsche Welle“ und Aufsichtsratsmitglied Newsguard), Florian Gless (Chefredakteur des „Stern“), Claudia Kade (Leiterin Politikressort „Die Welt“), Steffen Klusmann (Chefredakteur „Der Spiegel“), Christoph Kucklick (Leiter der Henri-Nannen-Schule), Caren Miosga (Journalistin und Moderatorin „ARD“), Richard David Precht (Publizist), Annette Ramelsberger (Gerichtsreporterin „Süddeutsche Zeitung“), Sabine Rückert (Chefredaktion „Die Zeit“) und Karl Spurzem (Chefredaktion „mare“).

### Jury 2021
- Republik: Anna-Beeke Gretemeier, Chefredakteurin, Stern ; Navid Kermani, Schriftsteller; Giovanni di Lorenzo, Chefredakteur, „Die Zeit“; Hedwig Richter, Historikerin, Universität der Bundeswehr; Felicitas von Lovenberg, Verlegerin, Piper Verlag; Ulrich Wickert, Journalist und Autor
- Egon Erwin Kisch-Preis: Nataly Bleuel, freie Autorin; Hasnain Kazim, freier Autor; Steffen Klusmann, Chefredakteur, „Der Spiegel“; Lisa McMinn, freie Journalistin; Richard David Precht, Publizist und Autor; Julia Prosinger, Reporterin, „Der Tagesspiegel“; Anja Reschke, Journalistin und Moderatorin, NDR; Sabine Rückert, Mitglied der Chefredaktion, „Die Zeit“; Karl Spurzem, stellvertretender Chefredakteur, „Mare“; Dominik Stawski, Ressortleiter, Stern; Luise Strothmann, Vize-Ressortleiterin, „Taz am Wochenende“; Judith Wittwer, Chefredakteurin, „Süddeutsche Zeitung“
- Lokal: Leila Al-Serori, stellvertretende Nachrichtenchefin, „Süddeutsche Zeitung“; Joachim Dreykluft, Leiter HHLab; Ingrid Eißele, Stern-Korrespondentin; Christina Elmer, stellvertretende Entwicklungschefin, „Der Spiegel“; Marcel Heberlein, Hörfunk-Korrespondent, ARD-Hauptstadtstudio; Sammy Khamis, Reporter, Bayerischer Rundfunk; Sebastian Kisters, ARD-Reporter; Shelly Kupferberg, freie Journalistin; Stephan Mohne, Redakteur, „Aachener Zeitung/Aachener Nachrichten“
- Investigation: Christoph Bangert, freier Fotojournalist; Melanie Bangermann, Reporterin, „Wirtschaftswoche“; Giuseppe Di Grazia, Redaktionsleiter, Stern Crime; Svea Eckert, freie Journalistin; Angela Fitsch, Redaktionsleiterin, „Der Tag“, HR2 Kultur; Kuno Haberbusch, freier Journalist; Eva Lindenau, Programmgeschäftsführerin, Phoenix; Yassin Musharbash, stellvertretender Ressortleiter, „Die Zeit“; Kayhan Özgenc, stellvertretender Chefredakteur, „Business Insider“; Tania Röttger, Teamleitung Correctiv Faktencheck; Christian Schürmann, Executive Producer, „RTL News“; Frank Schulte, stellv. Chefredakteur, „Radio Bremen“; Thomas Thuma, Mitglied der Chefredaktion, „Focus“

### Jury 2023
Die Jury von 2023 setzte sich wie folgt zusammen:

#### Lokal
- Yannick Dillinger, Chefredakteur (kommissarisch) Augsburger Allgemeine
- Joachim Dreykluft, Geschäftsleitung Noz Digital
- Ingrid Eissele, Korrespondentin Stern
- Christina Elmer, Professorin für Digitalen Journalismus
- Lars Haider, Chefredakteur Hamburger Abendblatt
- Sammy Khamis, Reporter Bayerischer Rundfunk
- Stephan Mohne, Recherche und Autorenteam Aachener Zeitung und Aachener Nachrichten
- Anja Reich Osang, Leiterin Ressort Dossier Berliner Zeitung
- Sabine Schicketanz, Chefredakteurin Potsdamer Neueste Nachrichten
- Uwe Vetterick, Chefredakteur Sächsische Zeitung

#### Investigation
- Felix Dachsel, Stellv. Leiter Reporter Ressort Spiegel
- Anette Dowideit, Ressortleiterin Investigation und Reportage Welt Gruppe
- Giuseppe Di Grazia, Stellv. Chefredakteur Stern
- Svea Eckert, Freie Journalistin
- Kuno Haberbusch, Freier Journalist
- Eva Lindenau, Programmgeschaftsführerin Phoenix
- Kayhan Ozgenc, Chefredakteur Business Insider
- Astrid Randerath, Redakteurin Frontal ZDF
- David Schraven, Gründer von Correctiv
- Frank Schulte, Stellv. Chefredakteur Radio Bremen
- Eva Schulz, Moderatorin und Journalistin
- Christian Schurmann, Executive Producer Primetime RTL News
- Benedikt Strunz, Redakteur NDR Investigation

#### Egon Erwin Kisch-Preis
- Deike Diening, Reporterin Tagesspiegel
- Lara Fritzsche, Stellv. Chefredakteurin des SZ Magazins
- Hasnain Kazim, Freier Autor
- Steffen Klusmann, Chefredakteur Der Spiegel
- Franziska Reich, Rosenkranz Chefredakteurin Focus Magazin
- Jens Schröder, Chefredakteur Wissensredaktion Gruner + Jahr / RTL
- Constantin Seibt, Co Gründer Republik
- Jana Simon, Autorin Zeit
- Karl Spurzem, Stellv. Chefredakteur mare
- Dominik Stawski, Reporter Stern
- Luise Strothmann, Vize Ressortleiterin taz.am wochenende
- Judith Wittwer, Chefredakteurin Süddeutsche Zeitung

#### Fotogeschichte des Jahres
- Tina Ahrens, Leiterin der Bildredaktion Zeit Online
- Andrea Diefenbach, Professorin für Fotografie an der Hochschule für Kunste Bremen
- Ksenia Kuleshova, Dokumentar Fotografin und Canon Ambassador
- Lars Lindemann, Stellv. Creative Director Fotochef Geo Magazin
- Gilles Steinmann, Leiter Bildredaktion Neue Zürcher Zeitung
- Andreas Trampe, Bildredakteur beim Stern

## Preisträger

### Preisträger 2005
| Kategorie                                 | Preisträger |
| ----------------------------------------- | --- |
| Beste Reportage (Egon-Erwin-Kisch-Preis)  | Stefan Willeke, für „Herr Mo holt die Fabrik“, in der Zeit |
| Beste investigative Leistung              | Freddie Röckenhaus, Thomas Hennecke, für „Finanzmisere Borussia Dortmund“, im Kicker und in der Süddeutschen Zeitung                                                                                                   |
| Besonders verständliche Berichterstattung | Uwe Buse, Ullrich Fichtner, Mario Kaiser, Uwe Klussmann, Walter Mayer, Christian Neef, für „Putins Ground Zero – Die Kinder von Beslan“, im Spiegel                                                                    |
| Humor                                     | die Kolumne Streiflicht, in der Süddeutschen Zeitung |
| Beste Foto-Reportage                      | Yang Yankang, für „Der lange Marsch zum lieben Gott“, in Geo |
| Lebenswerk                                | Peter Scholl-Latour (in den 1980er-Jahren zeitweilig auch Herausgeber und Chefredakteur des Stern); Jurybegründung: „für sein umfassendes publizistisches Lebenswerk und seinen Beitrag für den Qualitätsjournalismus“ |
| Pressefreiheit                            | Irina Chalip, stellvertretende Chefredakteurin der belarussischen Tageszeitung Belorusskaja Delowaja Gaseta; Jurybegründung: „für ihren couragierten Kampf für die Pressefreiheit in Belarus gewürdigt“                |

### Preisträger 2006
| Kategorie                                 | Preisträger |
| ----------------------------------------- | --- |
| Beste Reportage (Egon-Erwin-Kisch-Preis)  | Bartholomäus Grill, für „Ich will nur fröhliche Musik“, in der Zeit |
| Beste investigative Leistung              | Kayhan Özgenç, für „VW-Affäre – Ein Zulieferer packt aus“, in Focus |
| Besonders verständliche Berichterstattung | Henning Sußebach, Stefan Willeke, für „Operation Lohndrücken“, in der Zeit |
| Humor                                     | Kurt Kister, für seine Kolumne „Unsere Besten – Kurt Kister über das Personal der Berliner Republik“, im SZ-Magazin |
| Beste Foto-Reportage                      | Jim Gehrz, für „Die Soldatin Jessica Clements“, in VIEW |
| Sonderpreis                               | die Tageszeitung Times-Picayune aus New Orleans; Jurybegründung: „Die Geschichte der Belegschaft, die immer weiter berichtete, während ihre Redaktion und ihre Häuser im Wasser ertranken, ging als ein Fall von beispielhaftem Journalismus um die Welt.“                 |
| Lebenswerk                                | der Historiker Joachim Fest; der Preis ist auch Anerkennung für Fests Beitrag zum Qualitätsjournalismus, der 79-jährige ehemalige FAZ-Herausgeber habe „wesentliche Anstöße zur Auseinandersetzung mit der deutschen Vergangenheit“ gegeben, so die Jury                   |
| Pressefreiheit                            | der Istanbuler Armenier Hrant Dink, damaliger Chefredakteur der zweisprachigen türkisch-armenischen Wochenzeitung Agos, der sich für eine Aufarbeitung der Geschichte der armenischen Minderheit in der Türkei und eine Annäherung der beiden ethnischen Gruppen einsetzte |

### Preisträger 2007
| Kategorie                                 | Preisträger |
| ----------------------------------------- | --- |
| Beste Reportage (Egon-Erwin-Kisch-Preis)  | Klaus Brinkbäumer, für „Die afrikanische Odyssee“, im Spiegel Henning Sußebach, für „Hoffmanns Blick auf die Welt“, in Die Zeit (1. Platz wurde zweimal vergeben) |
| Beste investigative Leistung              | Klaus Ott, Markus Balser, Hans Leyendecker, für „Siemens / Schmiergeldskandal“, in der Süddeutschen Zeitung |
| Besonders verständliche Berichterstattung | Alexander Smoltczyk, für „Der Fehlbare“, im Spiegel |
| Humor                                     | Hans Zippert, für die Kolumne „Zippert zappt“, in der Welt |
| Beste Foto-Reportage                      | Alessandro Scotti, für „Weltmacht Drogen“, in Geo |
| Lebenswerk                                | der Fotograf Robert Lebeck; Jury-Begründung: „Der Fotograf Robert Lebeck hat mit seinen Bildern wesentlich zur Prägung unseres Bildes von der Welt und den Persönlichkeiten, die in ihr handeln, beigetragen. Wenige Fotografen sind Zeitgenossen wie Lyndon B. Johnson, Max Frisch oder Romy Schneider so nahegekommen wie Lebeck, kaum einer ist mit seiner souveränen Verbindung von Intimität und Seriosität so beispielhaft geworden für junge Fotografen wie er.“ |
| Pressefreiheit                            | die letzte unabhängige russische Zeitung Nowaja gaseta; Jury-Mitglied Andreas Petzold erklärte: „Mit Respekt und Bewunderung verfolgen wir seit Jahren den Kampf, den die Redaktion der Nowaja gaseta für Demokratie und Menschenrechte führt, gegen alle Versuche, die Medien ihres Landes unter Regierungskontrolle zu bringen und die Wahrheit in vielen Fällen zu verschleiern. Wenn es jemand gibt, der in dieser Zeit einen ganz besonderen Einsatz für die Freiheit und Unabhängigkeit der journalistischen Berichterstattung leistet, dann sind das Dmitri Muratow und sein Redaktions-Team.“ |

### Preisträger 2008
| Kategorie                                 | Preisträger |
| ----------------------------------------- | --- |
| Beste Reportage (Egon-Erwin-Kisch-Preis)  | Sabine Rückert, für „Wie das Böse nach Tessin kam“, in Die Zeit |
| Beste investigative Leistung              | Matthias Geyer, Lothar Gorris, Detlef Hacke, Udo Ludwig, für „Doping im deutschen Radsport“, in Der Spiegel |
| Besonders verständliche Berichterstattung | Katja Trippel, Lars Abromeit, Torsten Hampel, für „Kampf bis zum letzten Fisch“, in Geo |
| Humor                                     | Harald Martenstein, für seine Kolumne „Lebenszeichen“, im Zeit Magazin Leben |
| Beste Foto-Reportage                      | Lu Guang, für „Der schwarze Riese“, in Geo |
| Lebenswerk                                | der Literaturkritiker Marcel Reich-Ranicki; Jury-Mitglied Thomas Osterkorn erklärte: „Durch seine entschiedenen Kritiken, seine leidenschaftlich geführten Debatten und seinen passionierten Einsatz für die Literatur und ihre humanitäre Kraft hat Marcel Reich-Ranicki Maßstäbe gesetzt – auch für den Qualitätsjournalismus in Deutschland.“ |
| Pressefreiheit                            | Zainab Ahmed, für ihre Standhaftigkeit und ihren Einsatz für die Freiheit der Berichterstattung, stellvertretend für alle irakischen Journalisten des Institute for War and Peace Reporting (IWPR) |

### Preisträger 2009
| Kategorie                                 | Preisträger |
| ----------------------------------------- | --- |
| Beste Reportage (Egon-Erwin-Kisch-Preis)  | Katja Thimm, für „Rolf, ich und Alzheimer“, im Spiegel |
| Beste investigative Leistung              | Melanie Bergermann, für „Ich habe Sie betrogen“, in der Wirtschaftswoche |
| Besonders verständliche Berichterstattung | Klaus Brinkbäumer, Ullrich Fichtner, Beat Balzli, Hauke Goos, Frank Hornig, Ralf Hoppe, Ansbert Kneip, Jochen Brenner, für „Der Bankraub“, im Spiegel |
| Humor                                     | Oliver Maria Schmitt, für „Ich bin dann mal Ertugrul“, in der FAZ |
| Beste Foto-Reportage                      | Yang Yankang, für „Die starke Kraft des Glaubens“, in Geo |
| Lebenswerk                                | Jürgen Leinemann; Jury-Mitglied Andreas Petzold erklärte: „Die Arbeit von Jürgen Leinemann ist ein Beispiel für hervorragenden Qualitätsjournalismus. Sein beinahe psychoanalytischer Blick auf die Portraitierten hat ihn meisterhaft werden lassen im Erkennen der Limitierungen der Menschen über die er schrieb. Als penibler Rechercheur und schonungsloser Analytiker hat er bei aller Schärfe des Urteils nie die Fairness vergessen.“ |
| Pressefreiheit                            | Robert Ménard, Mitgründer und ehemaliger Generalsekretär der Organisation „Reporter ohne Grenzen“ (Reporters sans frontières) |

### Preisträger 2010
| Kategorie                                 | Preisträger |
| ----------------------------------------- | --- |
| Beste Reportage (Egon-Erwin-Kisch-Preis)  | Hania Luczak, für „Ein neuer Bauch für Lenie“, in Geo |
| Beste investigative Leistung              | Jürgen Dahlkamp, Gunther Latsch, Jörg Schmitt, für „Die Middelhoff-Oppenheim-Esch-Connection“, im Spiegel |
| Besonders verständliche Berichterstattung | Katja Gloger, Jan Christoph Wiechmann, Giuseppe Di Grazia, für „Amerikas dunkles Geheimnis“, im Stern |
| Humor                                     | Andreas Bock, Dirk Gieselmann, Fabian Jonas, Lucas Vogelsang, für den Liveticker, auf 11freunde.de |
| Beste Foto-Reportage                      | Tomás Munita, für „Die Insel der Qualen“, in Geo |
| Sonderpreis                               | Marc Baumann, Martin Langeder, Mauritius Much, Bastian Obermayer, für „Briefe von der Front“, im Süddeutsche Zeitung Magazin; Jurybegründung: „vermittelt ein authentisches Gefühl dafür, wie die Deutschen in den Krieg und der Krieg zu den Deutschen kam. Eine ferne Front ist plötzlich ganz nah.“ |
| Lebenswerk                                | Helmut Schmidt |
| Pressefreiheit                            | Maziar Bahari, „stellvertretend für unterdrückte Journalisten im Iran“ |

### Preisträger 2011
| Kategorie                                 | Preisträger |
| ----------------------------------------- | --- |
| Beste Reportage (Egon-Erwin-Kisch-Preis)  | kein Preisträger (ursprünglich verliehen an René Pfister für „Am Stellpult“, veröffentlicht im Spiegel, später aberkannt) |
| Beste investigative Leistung              | Christine Kröger, für „Im Zweifel für den Staatsanwalt“, im Weser-Kurier |
| Besonders verständliche Berichterstattung | Ulrike Demmer, Markus Feldenkirchen, Ullrich Fichtner, Matthias Gebauer, John Goetz, Hauke Goos, Jochen-Martin Gutsch, Susanne Koelbl, Christoph Schwennicke, Shoib Najafizada, Holger Stark, für „Ein deutsches Verbrechen“, im Spiegel |
| Humor                                     | Hans Zippert, für „Mich trifft der Schlag“, in der Welt |
| Beste Foto-Reportage                      | Stephan Vanfleteren, für „Es gibt was Neues hier seit geStern“, in der schweizerischen Kulturzeitschrift Du |
| Sonderpreis                               | Susanne Leinemann, für „Der Überfall“, im Zeit-Magazin |
| Lebenswerk                                | Wolf Schneider |
| Pressefreiheit                            | die französische Zeitung Le Canard enchainé, deren Redaktion in Frankreich, so das Jury-Mitglied Andreas Petzold, „schonungslos politische Skandale und Korruption aufdeckt“                                                             |

### Preisträger 2012
| Kategorie                                | Preisträger |
| ---------------------------------------- | --- |
| Beste Reportage (Egon-Erwin-Kisch-Preis) | Stefan Willeke, „Der letzte Saurier“, Reportage über Jürgen Großmann, veröffentlicht in Die Zeit |
| Beste investigative Leistung             | Nikolaus Harbusch und Martin Heidemanns für „Wirbel um Privat-Kredit – Hat Wulff das Parlament getäuscht?“, erschienen in der Bild-Zeitung sowie Hans Leyendecker, Klaus Ott und Nicolas Richter für „Die Formel-1-Affäre“, erschienen in der Süddeutschen Zeitung (die SZ-Redakteure nahmen den Preis aus Protest gegen die Auszeichnung der Bildzeitungsredakteure nicht an) |
| Beste Dokumentation                      | Ferry Batzoglou, Manfred Ertel, Ullrich Fichtner, Hauke Goos, Ralf Hoppe, Thomas Hüetlin, Guido Mingels, Christian Reiermann, Cordt Schnibben, Christoph Schult, Thomas Schulz, Alexander Smoltczyk, für „Eine Bombenidee“, Dokumentation zum Thema Staatsschuldenkrise im Euroraum, erschienen im Spiegel                                                                     |
| Beste Foto-Reportage                     | Kai Löffelbein, für „Unser Müll in Afrika“, erschienen auf Stern.de |
| Bestes Essay                             | Niklas Maak, für „Architekten, auf die Barrikaden!“, erschienen in der Frankfurter Allgemeinen Sonntagszeitung |
| Lebenswerk                               | F. C. Gundlach |
| Pressefreiheit                           | Nick Davies für seine Recherchen zum News-International-Skandal |

### Preisträger 2013
| Kategorie                                | Preisträger |
| ---------------------------------------- | --- |
| Beste Reportage (Egon-Erwin-Kisch-Preis) | Heike Faller, „Der Getriebene“, Reportage über Psychologie von Pädophilen, veröffentlicht im Zeitmagazin                       |
| Beste investigative Leistung             | Wolfgang Kaes für „Vermisst. Verschollen. Und beinahe vergessen“, erschienen im General-Anzeiger (Bonn)                        |
| Beste Dokumentation                      | Fabian Gartmann und Sönke Iwersen, für „Ladenschluss“, Dokumentation zum Thema Schlecker-Insolvenz, erschienen im Handelsblatt |
| Beste Foto-Reportage                     | Sandra Hoyn, für „Die Kampfkinder“, erschienen auf emerge-mag.com                                                              |
| Bestes Essay                             | Bernd Ulrich, für „Wer sind wir, heute?!“, erschienen in Die Zeit                                                              |
| Lebenswerk                               | Anneliese Friedmann, Herausgeberin der Münchner Abendzeitung                                                                   |
| Pressefreiheit                           | René Wappler von der Lausitzer Rundschau                                                                                       |

### Preisträger 2014
| Kategorie                                | Preisträger |
| ---------------------------------------- | --- |
| Beste Reportage (Egon-Erwin-Kisch-Preis) | Özlem Gezer, „Die Liebe seines Lebens“, Reportage über Cornelius Gurlitt und seinen Kunstschatz, veröffentlicht im Spiegel am 18. November 2013 |
| Beste investigative Leistung             | Jacob Appelbaum, Nikolaus Blome, Hubert Gude, Ralf Neukirch, René Pfister, Laura Poitras, Marcel Rosenbach, Jörg Schindler, Gregor Peter Schmitz und Holger Stark von Der Spiegel für die Beiträge „Kanzler-Handy im US-Visier?“/„Der unheimliche Freund“. |
| Beste Dokumentation                      | Malte Henk für „Nennt uns bloss nicht Helden“, erschienen in Geo am 25. Oktober 2013 |
| Beste Foto-Reportage                     | Moises Saman, für „Im Reich des Todes“, erschienen im Süddeutsche Zeitung Magazin am 19. Juli 2013 |
| Bestes Essay                             | Wolfgang Uchatius, für „Soll ich wählen oder shoppen?“, erschienen in Die Zeit am 19. September 2013 |
| Lebenswerk                               | Alfred Grosser |
| Pressefreiheit                           | Laura Poitras (denkt darüber nach, das Preisgeld zu spenden und die Büste einzuschmelzen) |

### Preisträger 2016
| Kategorie                                | Preisträger |
| ---------------------------------------- | --- |
| Beste Reportage (Egon-Erwin-Kisch-Preis) | Jan Christoph Wiechmann, „Drei Krieger“, Reportage über den Krieg in Afghanistan aus drei verschiedenen Perspektiven, veröffentlicht im Stern am 9. April 2015                                              |
| Beste investigative Leistung             | Team des Spiegel, „Sommer, Sonne, Schwarzgeld“, Artikel über die fragwürdige Vergabe der Fußball-WM 2006 nach Deutschland, veröffentlicht im Spiegel am 17. Oktober 2015                                    |
| Beste Dokumentation                      | Wolfgang Bauer, „Das Leben nach der Hölle“, Reportage über Mädchen und Frauen in Nigeria, die von der Terrormiliz Boko Haram entführt wurden, veröffentlicht im Zeitmagazin am 20. August 2015              |
| Beste Foto-Reportage                     | Arne Svenson, „Die Welt ist mir zu viel“, Foto-Reportage über private Rückzugsorte in Manhattan, veröffentlicht im Zeitmagazin am 1. Januar 2015                                                            |
| Beste Web-Reportage                      | Team der Berliner Morgenpost, „M29 – Berlins Buslinie der großen Unterschiede“, Reportage über soziale Gegensätze in der deutschen Hauptstadt, veröffentlicht in der Berliner Morgenpost am 13. Januar 2015 |
| Beste Inszenierte Fotografie             | Jojakim Cortis/Adrian Sonderegger, „Trauen Sie Ihren Augen nicht!“, kritische Auseinandersetzung mit der Wirkung von Bildern, veröffentlicht in Geo am 20. März 2015                                        |
| Sonderpreis                              | für den syrischen Fotografen Hosam Katan |

### Preisträger 2017
| Kategorie                                | Preisträger |
| ---------------------------------------- | --- |
| Beste Reportage (Egon-Erwin-Kisch-Preis) | Amrai Coen und Tanja Stelzer, „Brüssel, 22. März 2016“, über die Terroranschläge in Brüssel am 22. März 2016, veröffentlicht in der Zeit am 14. Juli 2016 |
| Beste investigative Leistung             | Team der Süddeutschen Zeitung: Bastian Obermayer, Frederik Obermaier, Vanessa Wormer, Katrin Langhans, Mauritius Much, Hannes Munzinger für die Veröffentlichung der Panama Papers |
| Beste Dokumentation                      | Nicola Meier, „Wer rettet Klara?“, veröffentlicht in der Ausgabe 39/2016 der Zeit |
| Beste Reportage-Fotografie               | Bieke Depoorter, „Dürfen wir bei Ihnen schlafen?“, Nahaufnahmen aus dem Alltag ägyptischer Familien, fünf Jahre nach der Revolution in Ägypten 2011, veröffentlicht in Geo Ausgabe 03/16 |
| Bestes Web-Projekt                       | Axel-Springer-Akademie: Adrian Arab, Katja Belousova, Lukas Dombrowski, Henry Donovan, Julian Erbersdobler, Johanna Gerber, Sebastian Gubernator, Abdullah Khan, Gerrit-Freya Klebe, Larissa Königs, Alina Leimbach, Tim Osing, Tobias Perlick, Maximilian Wessing, Sabine Winkler, Louisa Nele Würzbach für sachor.jetzt, Snapchat-Projekt zum Holocaust |
| Beste Inszenierte Fotografie             | Jean-François Bouchard, „Jody war eine Frau“, veröffentlicht im Stern am 28. April 2017 |
| Sonderpreis                              | Banu Güven |
| Lobende Erwähnung Reportage-Fotografie   | Kaveh Rostamkhani, „Rebordering Europe“, Eine Erörterung der europäischen Grenzpolitik und neuer Dynamiken migrantischer Autonomie seit dem langen Sommer der Migration, veröffentlicht auf der Projektwebsite rebordering.eu am 27. Januar 2016 |

### Preisträger 2018
| Kategorie                                | Preisträger |
| ---------------------------------------- | --- |
| Beste Reportage (Egon-Erwin-Kisch-Preis) | Markus Feldenkirchen: Mannomannomann, Der Spiegel |
| Beste investigative Leistung             | Mohamed Amjahid, Daniel Müller, Yassin Musharbash, Holger Stark und Fritz Zimmermann, Mitarbeit: Sebastian Mondial: Ein Anschlag ist zu erwarten, Die Zeit            |
| Beste Dokumentation                      | Caterina Lobenstein: Warum verdient Frau Noe nicht mehr?, Die Zeit |
| Beste Reportage-Fotografie               | Pablo Ernesto Piovano: In einem vergifteten Land, Stern |
| Bestes Web-Projekt                       | Dominik Osswald, Urs Wyss, Christian Mülhauser, Olivier Christe, Kaspar Manz und Marc Brupbacher: In eisigen Tiefen – Expedition in einen Gletscher, Tagesanzeiger.ch |
| Beste Inszenierte Fotografie             | Adam Ferguson: Dem Jenseits entkommen, Stern |
| Sonderpreis                              | Souad Mekhennet |

### Preisträger 2019
| Kategorie                                          | Preisträger |
| -------------------------------------------------- | --- |
| Beste Reportage (Egon-Erwin-Kisch-Preis)           | Bastian Berbner: Ich und der ganz andere, SZ-Magazin                                                                                                   |
| Beste investigative Leistung                       | Pascale Müller, Stefanie Prandl: Vergewaltigt auf Europas Feldern, Buzzfeed /Kooperation mit Correctiv                                                 |
| Beste investigative Leistung in einer Lokalzeitung | Oliver Schmetz, Stephan Mohne: Teure Bande: Die dubiosen Gehälter von Personalräten, Aachener Zeitung / Aachener Nachrichten                           |
| Beste Dokumentation                                | Karsten Krogmann und Christian Jonathan Ahlers: Die Akte Högel, NWZ Online                                                                             |
| Beste Reportage-Fotografie                         | James Nachtwey: Kriegsberichterstattung, Stern |
| Bestes Web-Projekt                                 | Katharina Brunner, Sabrina Ebitsch, Sebastian Gierke und Martina Schories: Das gespaltene Parlament, sueddeutsche.de                                   |
| Beste Inszenierte Fotografie                       | Stephan Vanfleteren: Wie stellst Du Dir Deine Zukunft vor, Mare                                                                                        |
| Sonderpreis                                        | Annette Ramelsberger, Wiebke Ramm, Rainer Stadler und Tanjev Schultz, Süddeutsche Zeitung, für ihre fünfjährige Berichterstattung über den NSU-Prozess |

### Preisträger 2020
| Kategorie                                          | Preisträger |
| -------------------------------------------------- | --- |
| Beste Reportage (Egon-Erwin-Kisch-Preis)           | Dominik Stawski: Wenn das Herz versagt und es nur eine Rettung gibt, Stern |
| Beste investigative Leistung                       | Maik Baumgärtner, Vera Deleja-Hotko, Martin Knobbe, Walter Mayr, Alexandra Rojkov, Wolf Wiedmann-Schmidt, Leila Al-Serori, Oliver Das Gupta, Peter Münch, Frederik Obermaier, Bastian Obermayer: Ibiza-Affäre, Der Spiegel und Süddeutsche Zeitung |
| Beste investigative Leistung in einer Lokalzeitung | Christoph Heinemann: Soko ‚Cold Cases‘ – Chronik eines Versagens, Hamburger Abendblatt |
| Beste Dokumentation                                | Amrai Coen, Malte Henk: Wenn sie euch nicht in den Jemen lassen, berichtet trotzdem, Die Zeit |
| Beste Reportage-Fotografie                         | Dina Litovsky: Ein wenig locker machen, Stern |
| Bestes Web-Projekt                                 | Rezo: Die Zerstörung der CDU, auf YouTube |
| Beste Inszenierte Fotografie                       | Marteline Nystad, Die Körperrevolution, Brigitte |
| Sonderpreis                                        | Rami Abdurrahman, für die Syrische Beobachtungsstelle für Menschenrechte (SOHR), die über Jahre Menschenrechtsverletzungen im syrischen Bürgerkrieg dokumentierte                                                                                  |

### Preisträger 2021
| Kategorie                                    | Preisträger |
| -------------------------------------------- | --- |
| Beste Textreportage (Egon-Erwin-Kisch-Preis) | Xifan Yang: Die Gesandte des Konfuzius, Die Zeit |
| Investigation                                | Roman Dobrokhotov, Matthias Gebauer, Christo Grozev, Roman Lehberger, Fidelius Schmid, Jörg Diehl, Christian Esch: Das sind die Männer, die Nawalny töten sollten, Der Spiegel (in Kooperation mit Bellingcat, CNN, The Insider) |
| Lokal                                        | Stefan Proetel: Die Geschäfte des Bundestagsabgeordneten Nikolas Löbel, Mannheimer Morgen |
| Republik                                     | Daniel Deckers: Berichterstattung zum Thema sexueller Missbrauch durch Geistliche der Katholischen Kirche, Frankfurter Allgemeine Zeitung                                                                                        |
| Geschichte des Jahres                        | Lars Dittrich, Melanie Gath, Mai-Thi Nguyen-Kim: Corona geht gerade erst los, MaiLab/Funk |
| Sonderpreis                                  | Klaas Heufer-Umlauf, Sophie Passmann, Joko Winterscheidt sowie von Florida TV: Thomas Schmitt, Arne Kreutzfeldt, Claudia Schölzel und Thomas Martiens, für A Short Story of Moria und Männerwelten                               |

### Preisträger 2022
| Kategorie                                    | Preisträger |
| -------------------------------------------- | --- |
| Geschichte des Jahres                        | Daniel Drepper, Marcus Engert, Isabell Hülsen, Alexander Kühn, Katrin Langhans, Juliane Löffler, Martin U. Müller, Anton Rainer: Warum Julian Reichelt gehen musste, Spiegel Online.                                                                                      |
| Beste Textreportage (Egon-Erwin-Kisch-Preis) | Özlem Gezer, Timofey Neshitov: Die Hanau-Protokolle, Der Spiegel |
| Investigation                                | Bastian Berbner, John Goetz, Ole Pflüger, Ben Hopkins, Sabine Korbmann, Barbara Biemann, Johanna Leuschen, Kathrin Bronnert, Lukas Augustin, Poul-Erik Heilbuth, Dietmar Schiffermüller, Volker Steinhoff, Stefan Buchen, Gunnar Krupp, Slahi und seine Folterer, NDR/ARD |
| Republik                                     | Stephan Lamby |
| Lokal                                        | Sebastian Manz, Andreas Neumann, Stella Vespermann, Diskriminierung bei der Wohnungssuche, Radio Bremen und NDR |

### Preisträger 2023
| Kategorie                                    | Preisträger |
| -------------------------------------------- | --- |
| Geschichte des Jahres                        | Katharina Kühn, Marc Rosenthal, Hajo Seppelt, Peter Wozny für Wie Gott uns schuf – Coming Out in der Katholischen Kirche; ARD |
| Beste Textreportage (Egon-Erwin-Kisch-Preis) | Rudolf Novotny für Ich will eine normale Frau sein. Einfach so im Zeit Magazin                                                |
| Investigation                                | Jan C. Wehmeyer für RBB-Affäre im Business Insider                                                                            |
| Lokal                                        | Joachim Frank für Recherchen zum Missbrauchsskandal im Erzbistum Köln / Kardinal Woelki im Kölner Stadt-Anzeiger              |
| Fotogeschichte des Jahres                    | Nanna Heitmann für War Is Peace in der Zeit                                                                                   |

### Preisträger 2024
| Kategorie                                    | Preisträger |
| -------------------------------------------- | --- |
| Geschichte des Jahres                        | Katja Auer, Sebastian Beck, Andreas Glas, Johann Osel, Klaus Ott für die Flugblatt-Affäre um Hubert Aiwanger in der Süddeutschen Zeitung |
| Beste Textreportage (Egon-Erwin-Kisch-Preis) | Timofey Neshitov für "Die perfekte Zeugin" im Spiegel                                                                                    |
| Investigation                                | Jochen Breyer und Julia Friedrichs für "Die geheime Welt der Superreichen – Das Milliardenspiel" im ZDF                                  |
| Lokal                                        | Thumilan Selvakumaran für "Polizeibeamte im Blindflug" in der Südwest Presse                                                             |
| Fotogeschichte des Jahres                    | Johanna-Maria Fritz für "Grabenkampf" in der Zeit                                                                                        |